# Crematogaster nigriceps
Crematogaster nigriceps är en myrart som beskrevs av Carlo Emery 1897. Crematogaster nigriceps ingår i släktet Crematogaster och familjen myror.

## Underarter
Arten delas in i följande underarter:
- C. n. nigriceps
- C. n. prelli
- C. n. saganensis